# Elaphiceps neocervus
Elaphiceps neocervus är en insektsart som beskrevs av Yuan och Chou 1988. Elaphiceps neocervus ingår i släktet Elaphiceps och familjen hornstritar. Inga underarter finns listade i Catalogue of Life.